# Siphlonisca aerodromia
Espèce
Siphlonisca aerodromia est une espèce d'insectes de l'ordre des Ephemeroptera (les éphémères), de la famille des Siphlonuridae.

## Répartition géographique
Cette espèce se rencontre en Amérique du Nord.